# ヒバリ科
ヒバリ科（ヒバリか、Alaudidae）は、鳥綱スズメ目に属する科。模式属はヒバリ属。

## 分布
アフリカ大陸、北アメリカ大陸、南アメリカ大陸北西部、ユーラシア大陸、インドネシア、オーストラリア、スリランカ、日本、マダガスカル

## 形態
上面が褐色の羽毛で覆われる種が多い。
後肢や趾は長く、趾には長く鋭い爪が生える。

## 分類
Alaemon
- Alaemon alaudipes　ハシナガヒバリ　Bifasciated lark - など

ヒバリ属　Alauda
- Alauda arvensis　ヒバリ　Eurasian skylark（亜種ヒバリを独立種とする説もあり）
- Alauda gulgula　タイワンヒバリ　Oriental skylark
- Alauda razae　ラザコヒバリ　Razo lark

スナヒバリ属　Ammomanes
ヒメコウテンシ属　Calandrella
- Calandrella cheleensis　コヒバリ　Asian short-toed lark
- Calandrella cinerea　ヒメコウテンシ　Red-capped lark - など

ハシボソヒバリ属　Certhilauda
- Certhilauda burra　セアカスナヒバリ　Red lark（スナヒバリ属やヤブヒバリ属に分類する説もあり） - など

　Eremopterix
- Eremopterix leucopareia　スズメヒバリ　Fischer's finch-lark
- Eremopterix verticalis　シロエリスズメヒバリ Grey-backed sparrow-lark - など

ハマヒバリ属　Eremophila
- Eremophila alpestris　ハマヒバリ　Horned lark - など

　Galerida
- Galerida cristata　カンムリヒバリ　Crested lark - など

　Heteromirafra
- Heteromirafra archeri　アーチャニセヤブヒバリ　Archer's lark
- Heteromirafra ruddi　ニセヤブヒバリ　Rudd's lark
- Heteromirafra sidamoensis　シダモニセヤブヒバリ　Sidamo lark

モリヒバリ属　Lullula
- Lullula arborea　モリヒバリ　Woodlark

コウテンシ属　Melanocorypha
- Melanocorypha bimaculata　クビワコウテンシ　Bimaculated Lark
- Melanocorypha calandra　クロエリコウテンシ　Calandra lark
- Melanocorypha mongolica　コウテンシ　Mongolian lark - など

ヤブヒバリ属　Mirafra
- Mirafra africanoides　カレハヤブヒバリ　Fawn-colored lark
- Mirafra ashi　ソマリアヒバリ　Ash's lark
- Mirafra degodiensis　デゴディヒバリ　Degodi lark
- Mirafra gilletti　ミズベヤブヒバリ
- Mirafra javanica　ヤブヒバリ　Shinging bush lark - など

ハシブトヒバリ属　Ramphocoris
- Ramphocoris clotbey　ハシブトヒバリ　Thick-billed lark

シトドコヒバリ属　Spizocorys
- Spizocorys conirostris　ベニハシシトドコヒバリ
- Spizocorys fringillaris　タンビコヒバリ　Botha's lark - など

## 生態
草原や砂漠に生息する。縄張りを形成して生活する。危険を感じると茂みなどへ走って逃げ込むことが多い。
食性は植物食傾向の強い雑食で、主に種子を食べるが昆虫なども食べる。孵化直後の雛には昆虫を与えるが、ある程度成長すると植物質も与える。
繁殖形態は卵生。オスは縄張り内を飛翔しながら囀りを行う。主に地表に植物の葉を組み合わせたお椀状の巣を作り、1回に2-6個の卵を産む。

## 人間との関係
開発や放牧による生息地の破壊などにより生息数が減少している種もいる。

## 画像

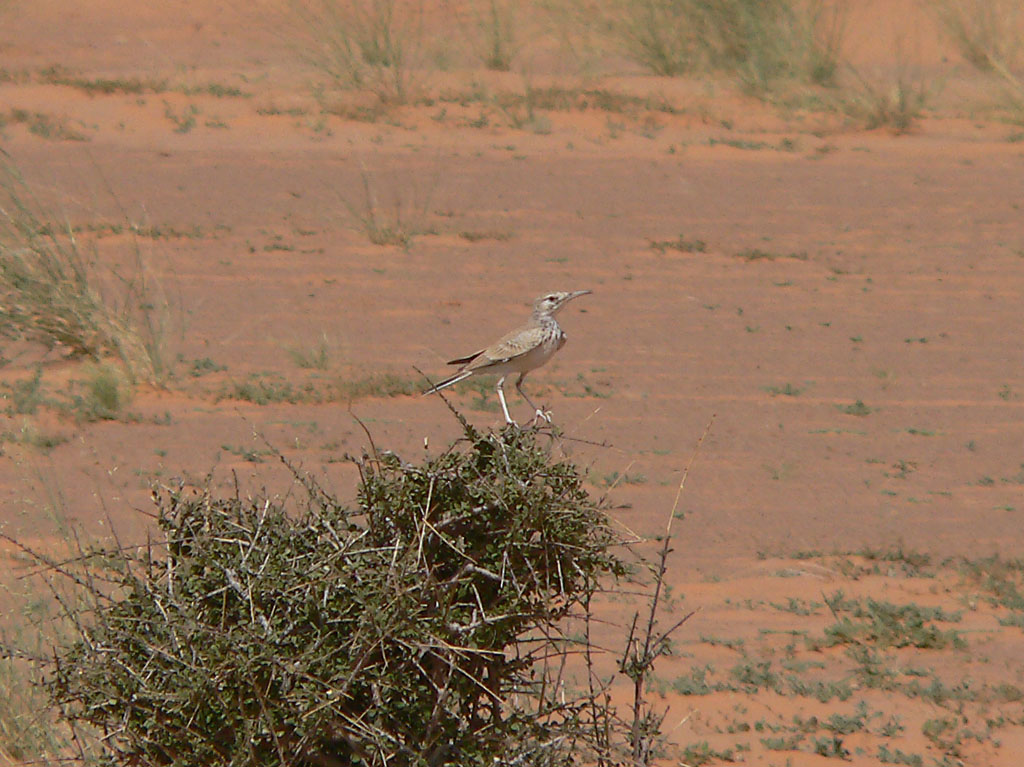
ハシナガヒバリ A. alaudipes
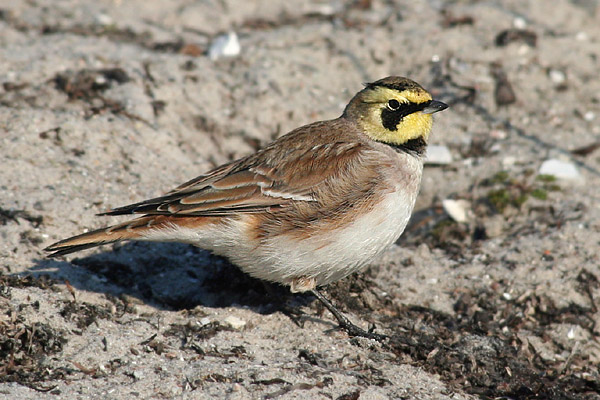
ハマヒバリ E. alpestris
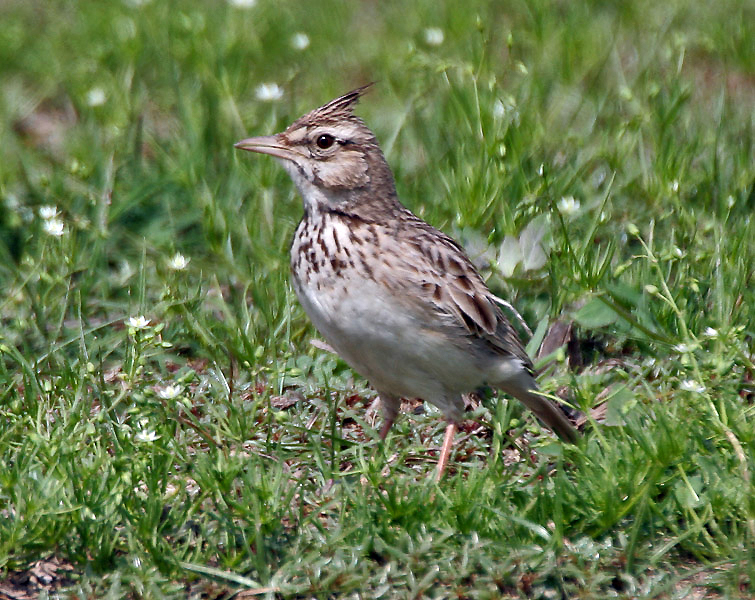
カンムリヒバリ G. cristata
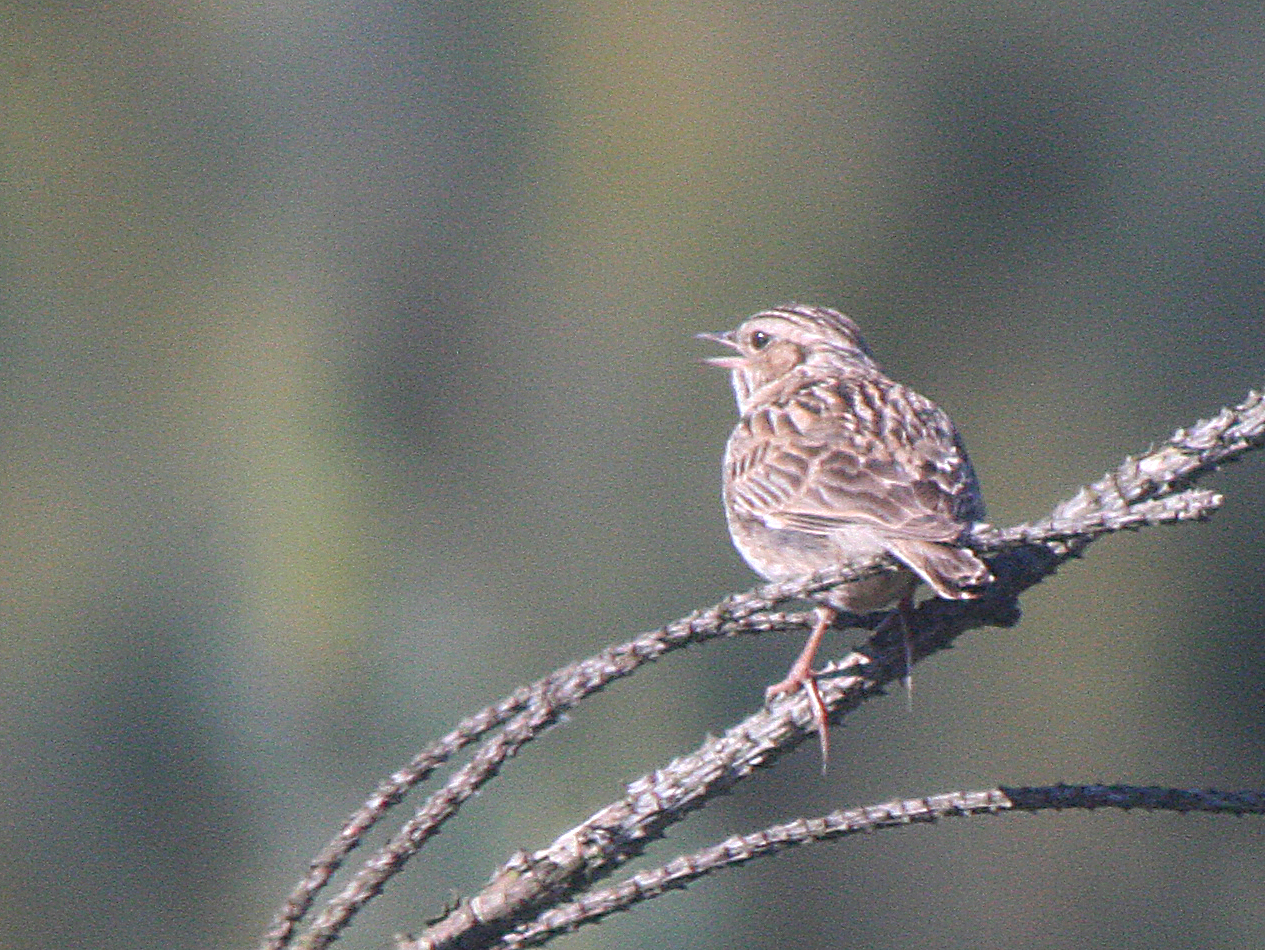
モリヒバリ L. arborea
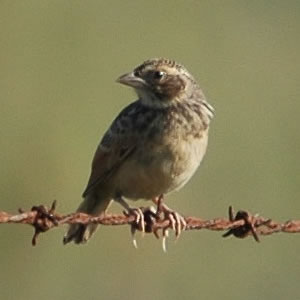
ヤブヒバリ M. javanica